# 邹恒甫
邹恒甫（1962年5月20日—），中华人民共和国经济学家。现任世界银行发展研究部终身高级经济学家，武汉大学高级研究中心创始主任，中央财经大学中国经济与管理研究院院长、学术委员会主席。曾任武汉大学高级研究中心主任、教授，非洲农业绿色革命基金工作组成员，中非发展基金首席经济学家等职务，先后于中山大学、北京大学、浙江大学、复旦大学、北京师范大学、深圳大学、中央财经大学任教或担任顾问。他是中华人民共和国成立以来首位进入哈佛大学经济系并获得该校经济学博士学位的中国大陆学生，亦是朝圣山学社的首位中国大陆学者。他创办了中国大陆首份经济学英文期刊《经济学与金融年刊》（Annals of Economics and Finance）。

## 生平
1962年5月20日，邹恒甫出生于湖南宋家嘴镇，父亲是医生，母亲是普通农民。由于母亲体弱多病，其早期生活比较拮据。1977年他高中毕业，恰逢恢复高考，15岁的他苦读数月，作为当年该校录取的最年轻新生一举考上武汉大学历史学系。后因名额分配问题被迫转入经济学系。。1982年邹恒甫本科毕业，在没有考托福与GRE的情况下自己向哈佛大学、斯坦福大学与威斯康辛大学等美国高校发出留学申请，很快被哈佛大学录取。1989年邹恒甫获得哈佛大学经济学博士学位，应聘世界银行，脱颖而出，成为首位进入世界银行工作的中国青年专家。在美多年，他深感中国与西方经济学差距甚大。
1990年他回到中国大陆积极奔走，终于1994年5月联合董辅礽、让-雅克·拉丰创办起武汉大学高级经济科学研究中心（Institute for Advanced Economy Study），开始了艰难的办学历程。

## 争议
2012年8月21日，邹恒甫在其实名认证的新浪微博上发表言论，称北京大学的院长、教授、系主任们在梦桃源饭店吃饭时奸淫漂亮的女服务员，“除了邹恒甫，北大淫棍太多”，引起舆论关注。8月23日，北京大学在网站上发表声明，称邹恒甫的微博严重影响了北京大学的声誉，北京大学将组成小组对此事进行调查，希望邹恒甫配合提供证据，如情况属实，绝不姑息，如微博失实，北京大学将追究发布者的法律责任。8月24日，北京大学新闻发言人表示联系不到邹恒甫。之前一天邹恒甫在微博上称，要在微博上公开回答北京大学调查小组的询问，但北京大学新闻发言人称这并不符合纪检的工作方式。8月24日晚，邹恒甫在微博上表示，“我只跟中纪委谈”。8月29日，北京大学第二次发表声明，称已与邹恒甫取得联系，“邹恒甫‘我只跟中纪委谈’的原有态度已经发生转变”，但仍未提供任何具体证据，北京大学敦促邹恒甫尽快为微博内容提供有效证据，北大“不能无限期等待下去，随时准备采取进一步行动”。8月31日，北京大学发表第三篇声明，称“时至今日，邹恒甫未能提供任何证据，其言行前后矛盾、出尔反尔、表里不一”，邹恒甫的行为有损北京大学声誉，伤害了院长、系主任、教授的尊严，伤害了师生员工的感情，伤害了梦桃源的员工。北京大学表示已向法院递交诉状。邹恒甫接受采访时称，“我承认北大教授奸淫服务员这个话题确实能吸引眼球，这是我说话的策略，我说话向来是喜欢夸大，这是我的一贯风格”。2012年9月7日、9月24日，北京市海淀区人民法院先后受理北京大学、梦桃源公司诉邹恒甫侵犯名誉权。然而海淀法院一直无法将应诉材料送达邹恒甫，经北京大学申请，海淀法院决定限制邹恒甫出境。
邹恒甫1998至2007年间在北京大学光华管理学院担任应用经济学系系主任、董辅礽讲座教授。2006年6月7日，时任北京大学光华管理学院院长张维迎代表校方给邹恒甫发信，宣布解除他系主任职务，仍保留他的教授身份，要求他除世界银行、武汉大学以外不得在其它单位兼职。2007年4月6日，光华管理学院宣布解除邹恒甫在学院的所有职务，取消其所有待遇（包括住房），将档案移交北京大学人事部。2007年6月10日，邹恒甫发表给时任教育部部长周济的公开信，称张维迎解除他的职务是“院长残酷对待手下教授”；对于长期不在北京大学上班的问题，邹恒甫称，他在其它学校兼职任教众所周知，贡献个人才能不能算错。2007年8月6日，北京大学人事部宣布不再聘用邹恒甫。2012年6月，邹恒甫面对记者时炮轰张维迎、陈志武和郎咸平，称“张维迎这辈子已经没学术前途了，以后只能在社会上胡混了。大概从2000年开始，张维迎、陈志武和郎咸平……这些人就都没再搞学术了”。

## 著作
| 书名                                            | 作者              | 出版社         | 出版时间       | 页数 | ISBN               |
| ----------------------------------------------- | ----------------- | -------------- | -------------- | ---- | ------------------ |
| 宏观经济研究                                    | 鄒恆甫            | 北京大學出版社 | 2006年9月      | 430  | ISBN 9787301109069 |
| 非洲经济和投资研究                              | 鄒恆甫、郝睿/主编 | 人民出版社     | 2009年11月1日  | 347  | ISBN 9787802089778 |
| 非洲冲突研究                                    | 鄒恆甫、郝睿/主编 | 人民出版社     | 2010年3月      | 437  | ISBN 9787511500373 |
| 最後的狂人——我就是鄒恆甫                        | 鄒恆甫            | 東方出版社     | 2013年5月1日   | 327  | ISBN 9787506067713 |
| 邹恒甫学术文集：宏观，财政，金融，增长（第1卷） | 鄒恆甫            | 東方出版社     | 2013年11月20日 | 535  | ISBN 9787506067690 |
| 邹恒甫学术文集：宏观，财政，金融，增长（第2卷） | 鄒恆甫            | 東方出版社     | 2013年11月20日 | -    | ISBN 9787506067706 |
| 邹恒甫学术文集：宏观，财政，金融，增长（第3卷） | 鄒恆甫            | 東方出版社     | 2013年11月20日 | -    | ISBN 9787506067713 |